# Chelonus malayanus
Chelonus malayanus är en stekelart som först beskrevs av Wilkinson 1932.  Chelonus malayanus ingår i släktet Chelonus och familjen bracksteklar. Inga underarter finns listade i Catalogue of Life.